# 星を食べる
「星を食べる」（ほしをたべる）は、日本のバンド・たまの楽曲である。1992年12月20日に日本クラウンより通算8作目のシングルとして発売された。

## 概要
前作『リヤカーマン』から1ヶ月という短い間隔でのリリースで、たま初のベスト・アルバム『まちあわせ』と同時発売となったシングル。前作発売の時点でイーストワールドに移籍しているが、本作は楽曲の権利上から前レーベルの日本クラウンよりリリースされた。
表題曲は、3rdアルバム『きゃべつ』からのリカット。滝本晃司作の楽曲で、滝本が制作した楽曲がシングル表題曲となったのは、4thシングル『海にうつる月』以来2作目。また、たまの楽曲では初のアニメタイアップ曲となっている。
ジャケットのイラストはさくらももこが手がけたもので、『まちあわせ』のものと同様のものである。

## 収録曲
1. 星を食べる (4:18)
  - 作詞：滝本晃司 / 作曲：たま

東宝配給アニメ映画『ちびまる子ちゃん わたしの好きな歌』挿入歌。
映画ではまる子と出会った絵描きのお姉さんが水族館を見学するシーンで使用された。なお、歌詞に「ぼくは君の首をそっとしめたくなる」という作品の内容にそぐわないフレーズがあるため、後に滝本は「こんな歌詞の曲なのに、よく使ったなと思う」と語っている[2]。楽曲の使用について石川浩司は「僕らに対する『“さよなら人類”だけのバンド』という世間の認識を変えてくれた」とコメントしている[3]。
2. 方向音痴 (3:03)
  - 作詞：知久寿焼 / 作曲：たま[注釈 1]

1stアルバム『さんだる』からのリカット。JACMソング。

## 演奏
| 星を食べる - 滝本晃司 : VOCAL & BASS - 知久寿焼 : GUITAR & BACKGROUND VOCAL - 柳原幼一郎 : ACCORDION & BACKGROUND VOCAL - 石川浩司 : PERCUSSION & BACKGROUND VOCAL | 方向音痴 - 知久寿焼 : VOCAL, GUITAR, MANDOLIN & RECORDER - 柳原幼一郎 : ACCORDION, RECORDER & BACKGROUND VOCAL - 石川浩司 : PERCUSSION & BACKGROUND VOCAL - 滝本晃司 : BASS & BACKGROUND VOCAL |

## 収録アルバム
星を食べる
- きゃべつ
- まちあわせ
- クラウン フォーク・ロック名鑑ベスト50![4]

方向音痴
- さんだる
- まちあわせ